# Théorie des niveaux de représentation
 (juillet 2025).
 (août 2021).
Le contenu est difficilement compréhensible vu les erreurs de traduction, qui sont peut-être dues à l'utilisation d'un logiciel de traduction automatique.
En psychologie sociale, la théorie des niveaux de représentation (Construal level theory (CLT) en anglais) est une théorie qui décrit les relations en la distance psychologique et la mesure dans laquelle la pensée humaine (sur des objets ou des évènements) est abstraite ou concrète. L'idée générale est que plus un objet est éloigné de l'individu, plus il sera pensé de manière abstraite. À l'inverse, plus un objet est proche, plus il sera pensé de manière concrète. Dans cette théorie, la distance psychologique est définie sur plusieurs dimensions—temporelle, spatiale, sociale, ou hypothétique bien qu'il y ait un débat parmi les psychologues sociaux sur d'autres dimensions comme la distance informationnelle, expérientielle ou affective. La théorie est développée par les psychologues sociaux israelien Nira Liberman et américain Yaacov Trope.
Un exemple d'effets de niveau de représentation peut être le suivant : Les intérêts sur lesquels vont se porter l'attention d'une personne qui planifie ses prochaines vacances d'été dépendra de la distance temporelle qui les séparent. Un an à l'avance, la personne se concentrera sur des caractéristiques générales et décontextualisées. Les mêmes vacances prévues pour un avenir plus proche amèneront la personne à se concentrer sur des caractéristiques spécifiques de la situation actuelle (par exemple, quels restaurants réserver, quel véhicule loué, etc).
La perception d'évènements varie selon plusieurs types de distances psychologiques selon la théorie des niveaux de représentation :
- distance temporelle (temps)
- distances spatiales (espace physique)
- distances sociales (distances interpersonnelles, telles que la distance entre deux groupes ou personnes)
- distances hypothétiques (imaginer qu'un événement est probable ou improbable)

La distance psychologique affecte la mesure dans laquelle nous pensons à un événement, une personne ou une idée comme étant de niveau élevé ou faible, et cela influencera à quel point ces pensées sont concrètes ou abstraites :
- Un haut niveau de représentation correspond à une pensée abstraite. Lorsque l'on réfléchit à ce niveau, on adopte une vue d'ensemble et on ne se concentre pas sur les détails.
- Un bas niveau de représentation correspond une pensée concrète et est associée à la proximité psychologique. Lorsque l'on réfléchit à bas niveau, on se concentre sur le présent de manière très détailléebas niveau, on se focalise sur les caractéristiques périphériques, secondaires, qui sont moins intrinsèque à la situation ou à l'objet.

## Niveaux de représentation
La théorie des niveaux (TNR) de représentation divise les représentations mentales en deux niveaux : le niveau haut et bas, comme décrit plus haut.
Le niveau de représentation est également lié aux préoccupations de désirabilité et de faisabilité dans la prise de décision. Prendre en compte la désirabilité d'un objet, d'un événement ou d'un plan d'action donne plus d'importance au résultat final et constitue une représentation ou une façon de penser de haut niveau. Considérer la faisabilité, en revanche, est davantage axé sur les moyens ou la manière d'atteindre le résultat final et constitue une interprétation ou une façon de penser de bas niveau. C'est-à-dire que le niveau élevé se concentre davantage sur le « pourquoi », tandis que le niveau bas se concentre davantage sur le « comment ».

## Types de distances psychologiques
Selon CLT, les événements psychologiquement distants sont interprétés au niveau élevé, tandis que les événements psychologiquement proches sont interprétés au niveau bas. Il existe plusieurs types de distance psychologique comme décrit en introduction.

### Temporal distance
La distance temporelle fait référence à la distance à l'objet dans le temps. La distance temporelle par rapport à des événements futurs imaginés module notre représentation de ces derniers ; de sorte que plus la distance est grande, plus l'événement est susceptible d'être conceptualisé en termes abstraits. Ceci est pertinent dans le cas de dangers ou de risques potentiels car ce mécanisme nous sépare cognitivement de la réalité des éventualités indésirables probables. Selon Trope et Liberman, l'histoire de la recherche de la prévision de la proche et lointaine distance temporelle peut être expliqué par la TNR.

#### L'erreur de planification
L'erreur de planification décrit la manière dont les individus tendent à ne pas penser consciemment au futur en détails. Cela conduit les gens à se surengager pour différents événements à venir. Ils réalisent alors, à l'approche de ces événements, qu'ils ne peuvent pas accomplir toutes les tâches prévues. Des chevauchements d'évènements ou manques de temps peuvent alors survenir.
Selon la TNR, l'erreur de planification se produit parce que les événements dans un avenir lointain sont représentés à un niveau plus élevé et plus abstrait, tandis que les événements dans un avenir proche sont interprétés à un niveau inférieur et plus concret. Dans une étude menée par Trope et Yaccov, des étudiants doivent indiquer combien d'heures ils prévoyaient de consacrer à diverses activités, comme étudier, assister à des cours, faire de l'exercice, etc. au cours d'une semaine dans un avenir proche (la semaine prochaine) ou d'une semaine dans un avenir lointain (une semaine survenant quelques mois plus tard). Lors de la planification pour un avenir proche, les estimations des élèves sur le temps qu'ils consacreraient à chaque activité ont pris en compte les chevauchements. À l'inverse, lors de la planification pour un avenir lointain, les estimations des étudiants sur le temps qu'ils consacreraient à différentes activités ne tenaient pas compte de ces limitations pratiques et ils planifiaient les activités comme s'ils disposaient d'un temps et de ressources illimités. Selon les chercheurs, les contraintes de temps et les conflits entre les activités sont des facteurs affectant la faisabilité de l'activité et sont donc de bas niveau et plus susceptibles de faire l'objet d'une planification dans un avenir proche. D'autre part, lorsque la semaine en cours de planification était dans un avenir lointain, les préoccupations de désirabilité, qui sont de haut niveau, ont été au centre des préoccupations des étudiants.

#### Préférence temporelle
La préférence temporelle est un large éventail d'idées impliquant le lien entre le temps et la valeur d'un objet, une situation ou un plan d'action. La théorie montre que les individus accordent plus de valeur aux événements et résultats immédiats et accordent moins de valeur aux résultats ou événements futurs. Selon Trope et Liberman, la TNR peut fournir un cadre permettant de comprendre le spectre de phénomènes décrits par la recherche sur la préférence temporelle. Différentes interprétations peuvent différer dans la mesure où elles sont associées à des évaluations positives ou négatives. Une représentation abstraite et de haut niveau d'une activité (par exemple, « apprendre à parler français ») peut conduire à une évaluation plus positive de cette activité qu'une interprétation concrète de bas niveau (par exemple, « apprendre à conjuguer le verbe français irrégulier 'avoir' »). Ainsi, la TNR prédit que nous penserons à la valeur des représentations de bas niveau lors de l'évaluation d'un événement dans un avenir proche, et  à la valeur des interprétations de haut niveau lors de l'évaluation d'un événement dans un avenir lointain,. Par conséquent, le taux de préférence est affecté et mesuré par la valeur attribuée à l'événement ou au résultat. S'il y a une petite récompense, elle sera davantage préférable que si la récompense était plus importante.

### Distance spatiale
La distance spatiale est la distance physique à laquelle les événements se déroulent les uns des autres. Si l'événement, comme une remise des diplômes, a lieu dans la rue, il sera représenté à un bas niveau. Si la remise des diplômes a lieu dans un autre département, elle est alors représentée à un niveau élevé. Lorsqu'un événement est situé loin d'une personne, il est perçu de manière abstraite, et inversement.
Il a été constaté, dans une étude menée en2006, que les participants qui imaginaient un événement spatialement éloigné (aider un ami à emménager dans un appartement loin du sien, plutôt qu'à proximité) préféraient décrire les actions associées au déplacer en termes d'états de niveau de représentation élevé (par exemple, "sécuriser la maison") plutôt que de moyens de bas niveau (par exemple, "mettre une clé dans la serrure").

### Distance sociale
La distance sociale est la mesure de l'espace entre plusieurs groupes sociaux ou individus. Cette distance concerne davantage le ressentit des personnes au sein du groupe et la façon dont elles interagissent avec les autres membres du groupe. Si un groupe social se sent en sécurité et ouvert avec un autre groupe, ils seront dit socialement proche. Les distances sociales élevées concernent deux groupes ou individus qui ont l'impression de ne pas pouvoir s'identifier à l'autre groupe.
La similitude interpersonnelle est une autre forme de distance sociale. Plus quelqu'un nous ressemble, plus il semblera proche socialement,. Des recherches ont montré qu'une action de quelqu'un qui est éloigné de soi est interprétée en termes plus abstraits qu'une action de quelqu'un qui est plus proche, suggérant que la similitude fonctionne comme une forme de distance psychologique.
Le langage fait intervenir à la fois la distance sociale et spatiale. Une discussion sur des amitiés expriment souvent les distances sociales avec un vocabulaire associé aux distances spatiales.

### Distance hypothétique
La distance hypothétique (ou probabiliste) est le dernier type de distance psychologique décrit par la théorie des niveaux de représentation. L'hypothèse fait référence à la probabilité qu'un événement se produise. Un événement hypothétiquement proche est hautement probable, et inversement. La distance hypothétique est reliée à la proximité de quelque chose avec la réalité. Selon la TNR, les événements hautement probables seront traités à une interprétation de bas niveau, tandis que les événements hautement improbables seront traités à une interprétation de haut niveau.
L'optimisme joue un rôle dans la distance hypothétique, en affectant l'évaluation de la distance à des plans futurs.

## Perceptions
Les perceptions sont affectées par la théorie des niveaux de représentations. Des relations et des similitudes fortes ont été trouvées entre différents types de distances psychologiques. Lorsque la distance de l'un de ces niveaux augmente, les autres niveaux augmentent également. Ces différents types de distance psychologique se sont avérés fortement corrélés les uns aux autres. Par exemple, le manque de familiarité (distance sociale accrue) peut générer de la discrimination impliquant des stéréotypes, une baisse d'empathie et la volonté d'aider moins forte. Ainsi, l'augmentation de tout type de distance psychologique peut avoir des conséquences négatives sur les relations entre groupes ou individus socialement distants.

### Jugements
Le jugement et l'évaluation de tous les aspects de leur vie, y compris des événements, personnes et de la société sont permanents. Si un événement est proche dans le temps, nous sommes plus susceptibles de se le représenter concrètement à bas niveau, ce qui rend les détails plus présents et importants, et inversement ,. Les souvenirs peuvent également être affectés par différents niveaux et distances de représentation. Plus un événement s'est produit il y a longtemps, plus la pensée le liant est abstraite, et de même concernant les souvenirs proches.

### Stéréotypes
La TNR peut également être utilisé pour expliquer les stéréotypes. L'abstraction des représentations que nous avons de personnes ou de groupes peut modifier notre jugement sur les personnes dont nous sommes distantes socialement. Ces points de vue sont généralement incorrects et peuvent conduire à des stéréotypes et à des discriminations. De même, penser aux autres à un niveau de représentation plus faible, comme les personnes que l'individu connaît personnellement (c'est-à-dire moins éloignées de lui), permet d'avoir des idées et des perceptions plus détaillées de ces personnes. Par conséquent, ces perceptions sont souvent plus correctes et moins susceptibles de créer ou de renforcer des stéréotypes. L'augmentation d'autres types de distance psychologique peut augmenter la distance sociale entre les groupes, entraînant des boucles de rétro-action.

### Catégorisation
Nous formons des catégories en fonction de l'utilisation des différents niveaux de représentation,. Les catégories peuvent être constituées de différents types de personnes, étant physiquement plus éloignées ou différentes de nous. Cela peut engendrer des attitudes différentes envers certains groupes externes. Nous pouvons également nous catégoriser, ce qui est souvent effectué lorsque les gens pensent à leurs qualités spécifiques.

### Prise de décision et comportement à risque
Les représentations de niveau élevé peuvent rendre plus souhaitables des choix a priori difficiles à réaliser. Inversement, des représentations de bas niveau peuvent à l'inverse rendre ces choix difficiles à accomplir moins souhaitables. Les comportements à risque peuvent donc s'expliquer par la TNR. Les interprétations de haut niveau peuvent avoir pour effet de valoriser les résultats plus risquées, et plus éloignés temporellement. Les notions de temps et de probabilité sont souvent pensées de manière très similaire ; par conséquent, on aura tendance à les confondre. Les connexions entre ces deux sont la plupart du temps faites inconsciemment,,.

### Interpersonalité
Les individus ont tendance à considérer les autres comme similaires ou différents de soi, comme discuté précédemment ; cela correspond à la distance sociale. Les représentations de niveau élevé peuvent aider à créer de la diversité sociale en incitant les gens à rencontrer des personnes nouvelles et différentes. Les représentations de niveau bas sont plus utiles pour les relations avec des personnes qui nous ressemblent davantage et aident à maintenir des relations déjà formées. La fréquence d'exposition à une situation ou à une personne donnée peut également influencer le niveau représentation subséquent. Les opinions et jugements ainsi produits sont souvent inconscients ou automatiques, comme vu pour le jugement et l'évaluation. Cela affecte les opinions d'individus de manière inconsciente, montrant à quel point les niveaux de représentation relèvent de l'automatisme,.

### Pouvoir social
Le pouvoir en société peut créer une distance sociale avec autrui selon le rapport de pouvoir existant. La recherche a démontré que ceux qui sont amorcés au concept de pouvoir ont tendance à interpréter les événements de manière plus abstraite. Un statut social différent peut créer une distance sociale, parallèlement à d'autres formes de distances psychologiques.

### Politesse
La distance psychologique peut influencer les niveaux de politesse. Les représentations de niveau élevé et la distance croissante augmentent les indices de politesse, et inversement. Par exemple, la distance à laquelle les gens se tiennent les uns par rapport aux autres lors d'une conversation, peut déterminer le niveau de politesse affiché. Être poli est utilisé dans des situations sociales pour refléter et contrôler la distance sociale. Cela s'est révélé être interculturelle, donnant plus de crédibilité à la relation entre les niveaux représentation et le niveau de politesse. Des études ont montré que non seulement la politesse a tendance à augmenter avec la distance temporelle et spatiale, ainsi que l'abstraction, mais que la politesse augmente également le niveau de distance spatiale et temporelle, ainsi qu'un niveau d'abstraction plus élevé.

### Maîtrise de soi
Il existe un lien entre la distance et la maîtrise de soi. Il a été démontré que les grandes distances psychologiques facilitent cette maîtrise, et qu'à mesure que la distance à l'événement diminue, le contrôle de soi diminue également. Lorsque les gens craignent de ne pas pouvoir atteindre leur objectif en raison des tentations qui pourrait les distraire, ils choisissent des méthodes de maîtrise de soi pour éviter ces tentations. Les gens sont plus susceptibles d'agir de cette manière lorsqu'ils pensent de manière abstraite.
Cette représentation de haut niveau peut inclure l'utilisation de certaines stratégies de maîtrise de soi. De telles stratégies peuvent être illustrées par la mise entre parenthèses de choix et la punition auto-imposée. Dans la mise entre parenthèses des choix, en reconnaissant les choix préjudiciables et en déterminant un certain nombre de substituts positifs et utiles, se maîtriser devient plus facile. Les punitions auto-imposées sont données à soi-même pour avoir agi selon des choix impulsifs ou préjudiciables, au lieu de choix plus contrôlés. Les représentations de haut niveau induisants la maîtrise de soi, concevoir une situation tentante à un niveau supérieur favorise l'utilisation de ces deux stratégies et peut ainsi contribuer à une meilleure maîtrise de soi.

### Comportements des consommateurs
La prise de décision peut être appliquée à diverses situations, telles que le comportement du consommateur. Les interprétations de haut et de bas niveau affectent la façon dont les individus envisagent l'achat. La faisabilité (comment nous pouvons acheter l'article) qui est de bas niveau et la désirabilité (combien nous voulons l'article) qui est de haut niveau, jouent un rôle important dans ce que nous achetons et pourquoi nous l'achetons. Cela inclut la façon dont nous considérons les remises, et plus la distance nécessaire pour recevoir la remise est longue, moins l'acheteur est susceptible de poursuivre l'achat. Une interprétation de bas niveau est également plus susceptible d'augmenter la perception du niveau de risque et donc d'augmenter la probabilité de souscrire une assurance ou un plan de protection.
La publicité utilise également cela comme moyen de susciter l'enthousiasme pour un article. Par exemple, les publicités portant sur les téléphones portables négligeront de faire la publicité de chaque détail de leur produit, et n'afficheront que l'aspect le plus récent ou original. En raison des effets de niveau de représentation, un message promotionnel qui inclut un avertissement d'effets secondaires risqués (des publicités sur les cigarettes qui avertissent des risques associés au cancer, par exemple) peut paradoxalement augmenter les achats des consommateurs lorsqu'il y a un délai entre le moment où les consommateurs décident de choisir et le moment où ils s'attendent à consommer le produit.
Les décisions d'achat peuvent également être influencées par la distance physique. Être capable de toucher ou de voir le produit en personne, par opposition à une idée plus abstraite de l'article, peut inciter les acheteurs potentiels à être plus enthousiastes à l'idée d'acheter l'article. Ces effets de la distance physique reflètent ceux de la distance spatiale et temporelle,.

### Regret
Le regret est également un aspect important des comportements des consommateurs qui est affecté par le niveau de représentation. Le regret de son choix d'achat est vécu différemment selon la distance au produit. Même dans les événements où l'achat est récent ou dans un futur proche, la première réaction est souvent le regret qui évolue ensuite vers une meilleure appréciation de nos choix.

### Créativité
Déclencher un niveau de représentation abstrait améliore les performances créatives.

### Autres types de distance associés au comportement du consommateur
D'autres types de distance psychologique, en dehors de ceux traditionnellement discutés dans le cadre de la TNR, ont été proposés pour expliquer les décisions des consommateurs. La distance expérientielle est la mesure dans laquelle le consommateur a obtenu des informations basées sur une expérience directe ou indirecte. La distance informationnelle est définie en termes de quantité d'informations ou de connaissances qu'une personne possède sur un produit. Plus on a d'informations sur le produit, moins il est distant.